# Luxemburgia schwackeana
Luxemburgia schwackeana är en tvåhjärtbladig växtart som beskrevs av Paul Hermann Wilhelm Taubert. Luxemburgia schwackeana ingår i släktet Luxemburgia och familjen Ochnaceae. Inga underarter finns listade i Catalogue of Life.